# 203号室の尽子さん
『203号室の尽子さん』（203ごうしつのじんこさん）は、山田也による日本の漫画作品。
秋田書店の月刊漫画雑誌『ミステリーボニータ』にて、2007年8月号から2009年10月号まで全13話が不定期に連載された。単行本は全3巻。

## あらすじ
色白で美人な女子高校生・尽子さん。彼女が人と少し変わっているのは、大食いなことと、霊たちと会話ができてしまうことだった。
今日も、203号室（自宅）の彼女の部屋を、霊たちが訪れる。

## 登場人物
兵藤 尽子（ひょうどう じんこ）
高校2年生。近所でも評判の美少女。強い霊能力の持ち主で、成仏できない霊たちが度々部屋を訪れ、彼らが無事に成仏出来るように相談に乗ったり、説得している。
霊と話すと疲れるらしく、常に何かを食べている。近所の飲食店などでは、ラーメン10人前を30分で完食、蕎麦120杯を平らげ新記録を樹立など、数々の伝説を作っている。「3人家族なのにエンゲル係数が大家族並みに高い」という母親の悩みを知ってからは、食費のことを気にし、空腹に耐え、良くお腹を鳴らせている。門脇に恋をしたためか、大食いであることを気にするようになる。
小橋 耀介（こはし ようすけ）
尽子の1歳年下の幼なじみ。尽子のことが好き。
沼田 京子（ぬまた きょうこ）
尽子のクラスメイト。千葉の高校から転校してきた。尽子が見かけた目つきの悪い死神らしき人にそっくりの容貌。本人曰わく、母親似。
オカルトマニアで、自分には霊能力が備わっていると信じきっており、その念が結果的に低級霊を呼び寄せてしまい、常に陰鬱な空気を纏っている。尽子に対して「素人は黙ってなさい」と忠告している。
福耳さん（ふくみみ）
尽子の部屋を度々訪れる、尽子の曾祖父かもしれない男性。立派な福耳が特徴。名前を聞いても、偽名を言うか、はぐらかすかするが、尽子がピンチに陥った時は必ず助ける。幼い頃から霊体と話すことができたらしい。迷っている霊に尽子を紹介している。
テンマ
ある日行方不明になり、遺体も見つからないままだった少年。まだ小さい妹・ミハナを心配し、様々な人に乗り移っては、妹の様子を確かめていた。尽子と福耳によって遺体が発見された後も、妹を見守り続けながら、時々尽子に協力する。尽子のことを「ち○こさん」と呼ぶ。
篠原 マリカ（しのはら マリカ）
尽子の2歳年上の従姉。大学生になり、名古屋から上京。尽子に瓜二つ。尽子と同じく霊が見え、話すことができるが、その力のせいでいじめられ、霊の存在を憎んでいた。
門脇 匡（かどわき たすく）
黒洲高校2年生。親友の田村が行方不明になり、彼を探すために入った心霊研究会で尽子と知り合う。霊の存在は信じていなかったが、尽子との出会いで亡き母の温もりを感じ、信じるようになった。尽子のことが好き (?) 。
田村（たむら）
門脇とは親友。母子家庭で、病弱な母親を懸命に支えている。憑依体質で、突然話し方や人格が変わってしまうこともしばしば。尽子のことが好き (?) 。

## 書誌情報
山田也 『203号室の尽子さん』 《秋田書店・ボニータコミックス》
1. 2008年5月16日発売、ISBN 978-4-253-09755-0
2. 2009年1月16日発売、ISBN 978-4-253-09756-7
3. 2009年11月16日発売、ISBN 978-4-253-09757-4